# Savana
Savana är en ort i Madagaskar.   Den ligger i regionen Vatovavy Fitovinanyregionen, i den södra delen av landet, 400 km söder om huvudstaden Antananarivo. Savana ligger 1 meter över havet och antalet invånare är 4 000.
Terrängen runt Savana är mycket platt. Havet är nära Savana åt sydost.  Närmaste större samhälle är Ifatsy, 15,5 km väster om Savana. 